# Royal Palm Beach
Royal Palm Beach est une municipalité ayant le statut de village située dans le comté de Palm Beach en Floride. En 2014, sa population est de 37 015 habitants.

## Démographie
| 1960 | 1970 | 1980  | 1990   | 2000   | 2010   |
| ---- | ---- | ----- | ------ | ------ | ------ |
| 11   | 475  | 3 423 | 14 589 | 21 523 | 34 140 |

## Source de la traduction
- (en) Cet article est partiellement ou en totalité issu de l’article de Wikipédia en anglais intitulé « Royal Palm Beach, Florida » (voir la liste des auteurs).